# Supercoppa di Slovenia 2015
La Supercoppa slovena 2015 è stata disputata il 5 luglio 2015 allo Stadio Bonifika di Capodistria. La sfida ha visto contrapposte il Maribor, vincitore della Prva slovenska nogometna liga 2014-2015 e il Koper vincitore del Pokal Nogometne zveze Slovenije 2014-2015.
A conquistare il trofeo è stato il Koper, che si è imposto per 3-2 ai tiri di rigore.

## Tabellino
| Arbitro: | Dejan Balažič |

|                                               |                      |                                              |
| Hadžić Lotrič Črnigoj Krivičić Galešić Palčič | Tiri di rigore 3 – 2 | Volaš Tavares Vršič Ibraimi Mertelj Rajčević |